# Physalacria
Physalacria là một chi nấm trong họ Physalacriaceae. Chi này chứa 30 loài phân bố rộng rãi ở các vùng nhiệt đới của Nam Bán cầu.